# 안성 김씨
안성김씨(安城金氏)는 경기도 안성을 본관으로 하는 한국의 성씨이다. 시조 김재영(金再英)은 신라 내물왕의 9대손이라고 전해지고 있다.

## 역사
《경신보(庚申譜)》에 의하면 안성 김씨 시조 김재영(金再英)은 신라 내물왕의 9세손으로, 진평왕 때 백제와의 싸움에서 전공을 세워 안성군(安城郡)에 봉해졌다.
그러나 문헌이 실전되어 소목(昭穆)이 불확실해져 상계를 고찰할 수 없으므로 고려 고종 때 문과에 급제하여 예부시랑(禮部侍郞), 한림학사(翰林學士), 금자광록대부(金紫光祿大夫) 상서좌복야(尙書左僕射)를 역임한 김돈(金墩)을 1세조로 삼았다.

## 인물
김돈의 아들 김유성(有成)은 1250년 15세의 나이로 문과에 장원급제하여 감찰어사·한림학사(翰林學士) 등을 지내고, 양광(楊廣)·전라도(全羅道)의 어사(御使)를 거쳐 평리사사(評理司事)·태복시윤을 역임하였다. 그가 선유사로 일본에 갔었다가 억류되어 돌아오지 못하자 왕이 애석하게 생각하여 문하 평리(門下評理)·평장사(平章事)에 추증하고 보조공신(補祚功臣)으로 책록하였다.
김유성(有成)의 아들 김천일(千鎰)은 고려 충렬왕 때 판전교시사(判典校寺事)를 지냈고, 그의 아들 김익흥(益興)은 추밀원사를 거쳐 충숙왕 때 동중서문 하평장사(同中書門下平章事)에 이르러 좌정승(左政承)을 지냈다.
조선 태종 때, 김해영(海榮)의 아들 김명수(命壽)가 이조 참판 겸 지의금부사(知義禁府事)를 지내고, 오위도총부(五衛都摠府) 부총관(副摠管)을 역임한 후 나라에 공을 세워 익대이등공신(翊戴二等功臣)으로 영국군(寧國君)에 봉군되었다.
진사 수연(守淵)의 아들 김광철(光喆)은 한성부 판윤을 역임였고, 그의 아들 김호일(好日)은 절도사(節度使)를 지냈다.

## 인구
- 2000년 790가구 2,519명